# نزوی (شارجه)
نزوی یک منطقهٔ مسکونی در امارات متحده عربی است که در شارجه واقع شده‌است.